# توپاگا، بویاکا
توپاگا، بویاکا (به اسپانیایی: Tópaga, Boyacá) یک سکونتگاه مسکونی در کلمبیا است که در Sugamuxi Province واقع شده‌است.